# Kuraka (banda)
Kuraka es una banda de rock alternativo y hard rock formada en 2008 en Perú. En sus inicios, estuvo integrada por 4 conocidos músicos de distintos géneros de rock y pertenecientes a destacadas bandas de rock peruano.
Los integrantes eran Paco Holguín (vocalista de Emergency Blanket) , Gonzalo Farfán (vocalista y guitarrista de Inyectores), Miguel Tuesta (bajista de M.A.S.A.C.R.E) y Giorgio Bertoli (exbaterista de Zen).

## Historia
El grupo se formó en 2008 , producto de la amistad que tenían en común y de allí nació la idea de formar una agrupación paralela a sus respectivas bandas con las que son conocidos en el medio local. Los primeros demos se empezaron a grabar en sesiones de jamming  y acústicos. 
Producto de las sesiones de composición y preproducción, lanzaron a través de la red a finales de junio 2009 el primer sencillo "Voltaje", como adelanto a las sesiones definitivas del disco, y dos meses después una segunda entrega a manera de sencillo promocional, como para ir marcando el terreno sonoro por donde se movería el álbum debut, con el nuevo tema "Lugares Extraños".
Luego de sembrar el camino por donde se movería la banda con estos singles y algunas presentaciones en vivo entre finales del 2009 y principios del 2010, la banda se internó en los estudios de Mundano Records y grabó 12 temas en su primera placa, bajo el título de "Fuego Negro", álbum debut que resume en conjunción las influencias y estilos de sus integrantes. Fuego Negro fue lanzado en agosto de 2010 vía Mundano Records.
En diciembre de 2010 la banda fue elegida como Banda Revelación del año y el disco Fuego Negro como Disco del Año.
Después de un periodo criogénico, Kuraka regresa en 2014 con nuevos integrantes: Juan Pablo Peschiera (vocalista también de Vicuña Toy y Serial Asesino) en la voz y Jorge Álvarez (Guitarrista también de Gaia, Charlie Parra y ...Por Hablar) en la guitarra. El Abismo es el nuevo sencillo, el cual se encuentra disponible para descarga gratis. Kuraka realizó una sesión en el Gimnasio de la Escuela Militar de Chorrillos para Playlizt.pe, donde además de El Abismo, se grabaron los temas Fuego Negro, Deslices, Libélula, Libertad y Subcielo.

## Discografía
- Fuego negro (2010)